# Robert Fisk
Robert Fisk (Maidstone, Kent, 12 de julho de 1946 – Dublin, 30 de outubro de 2020) foi um escritor e um jornalista britânico.
Notabilizou-se como correspondente internacional no Oriente Médio, tendo participado de coberturas jornalísticas importantes como as guerras civis do Líbano, da Argélia e da Síria, o conflito Irã-Iraque, as guerras na Bósnia e no Kosovo, a invasão soviética no Afeganistão, a revolução islâmica no Irã, a invasão de Saddam Hussein no Kuwait, a invasão e ocupação estadunidense no Iraque. Falante fluente do árabe, também foi um dos raros jornalistas ocidentais a entrevistar Osama bin Laden.
O jornalista começou sua carreira no jornal Sunday Express. De lá, foi trabalhar no diário The Times, como correspondente na Irlanda do Norte, em Portugal e no Oriente Médio, para onde se mudou e viveu muitos anos em Beirute. Desde 1989 trabalhava no diário The Independent. Recebeu muitos prêmios de jornalismo britânico e internacional, incluindo o Press Awards Foreign Reporter of the Year sete vezes.
Fisk também escreveu livros celebrados, como “Pobre Nação: As Guerras do Líbano no Século XX” e “A Grande Guerra pela Civilização: A Conquista do Oriente Médio”.

## Carreira
Filho de um ex-soldado britânico da Primeira Guerra Mundial, Robert Fisk estudou jornalismo na Inglaterra e Irlanda. Trabalhou como correspondente internacional na Irlanda - cobrindo os acontecimentos no Ulster - e Portugal. Em 1976, foi convidado por seu editor no The Times para substituir o correspondente do jornal no Oriente Médio. Fisk trabalhou para The Times até 1988, quando se mudou para The Independent - após uma discussão com seus editores sobre modificações feitas em seus artigos, sem seu consentimento.
Fisk cobriu a guerra civil do Líbano, iniciada em 1975; a invasão soviética do Afeganistão, em 1979; a guerra Irã-Iraque (1980-1988), a invasão israelense do Líbano, em 1982), a guerra civil na Argélia, as guerras dos Balcãs e a Primeira (1990-1991) e a Segunda Guerra do Golfo Pérsico, iniciada em 2003. Fisk notabiliza-se também pela cobertura ao conflito israelo-palestino. Ele é um defensor da causa palestina e do diálogo entre os países árabes, o Irã e Israel.
Considerado como um dos maiores especialistas nos conflitos do Oriente Médio, Fisk contribuiu para divulgar internacionalmente os massacres na guerra civil argelina e nos campos de refugiados de Sabra e Chatila, no Líbano; os assassinatos promovidos por Saddam Hussein, as represálias israelenses durante a Intifada palestina e as atividades ilegais do governo dos Estados Unidos no Afeganistão e no Iraque. Fisk também entrevistou Osama bin Laden, líder da rede terrorista Al-Qaeda (em 1993, no Sudão, em 1996 e em 1997, no Afeganistão).
Robert Fisk é o correspondente estrangeiro britânico mais premiado. Recebeu o Prêmio Correspondente Internacional Britânico do Ano sete vezes (as últimas em 1995 e 1996). Também ganhou o Prêmio à Imprensa da Anistia Internacional no Reino Unido em 1998 e 2000.

## Visões de mundo
Fisk se descreveu como um pacifista e nunca votou. Ele disse que o jornalismo deve "desafiar a autoridade, toda autoridade, especialmente quando governos e políticos nos levam à guerra". Ele citou com aprovação a jornalista israelense Amira Hass: "Há um equívoco de que jornalistas podem ser objetivos ... O que o jornalismo realmente trata é monitorar o poder e os centros de poder."
Ele falou sobre "Lies, Misreporting, and Catastrophe in the Middle East" ("Mentiras, denúncias incorretas e catástrofe no Oriente Médio") na Primeira Igreja Congregacional de Berkeley em 22 de setembro de 2010, e declarou: "Eu acho que é dever de um correspondente estrangeiro ser neutro e imparcial do lado daqueles que sofrem, sejam eles quem forem."
Ele escreveu longamente sobre como os conflitos contemporâneos têm suas origens, em sua opinião, em linhas desenhadas em mapas: "Após a vitória dos aliados de 1918, no final da guerra de meu pai, os vencedores dividiram os terras de seus antigos inimigos. No espaço de apenas 17 meses, eles criaram as fronteiras da Irlanda do Norte, da Iugoslávia e da maior parte do Oriente Médio. E passei toda a minha carreira - em Belfast e Sarajevo, em Beirute e Bagdá - observando as pessoas dentro dessas fronteiras queimarem."
Fisk também escreveu extensivamente sobre o genocídio armênio de 1915 e apoiou movimentos para persuadir o governo turco a reconhecer a verdade do que aconteceu nele.

## Vida pessoal
Ele se casou com a jornalista Lara Marlowe em 1994. Eles se divorciaram em 2006 - não havia filhos.
Em 30 de outubro de 2020, Fisk morreu aos 74 anos no Hospital St Vincent's, Dublin.

## Obras
- The Point of No Return: The Strike which Broke the British in Ulster (1975).
- In Time of War: Ireland, Ulster and the Price of Neutrality, 1939-1945 (1982).
- Pity the Nation: Lebanon at War (1990) (lançado no Brasil como Pobre Nação: As Guerras do Líbano no Século XX em 2007).
- The Great War for Civilisation - The Conquest of the Middle East; (2005) (lançado no Brasil como A Grande Guerra pela Civilização em 2007).
- The Age of the Warrior: Selected Writings (2008).
- Robert Fisk on Algeria: Why Algeria's Tragedy Matters (2013).